# All or Nothing (альбом The Subways)
| Оценки критиков   | Оценки критиков    |
| Источник          | Оценка             |
| ----------------- | ------------------ |
| Allmusic          | [ 1 ]              |
| Alternative Press | (Oct 2008, p.161)  |
| The Fly           | [ 2 ]              |
| The Guardian      | [ 3 ]              |
| NME               | [ 4 ]              |
| PopMatters        | [ 5 ]              |
| Q                 | (Aug 2008, p.143)  |
| Spin              | [ 6 ]              |
| The Times         | [ 7 ]              |
| Uncut             | (July 2008, p.113) |

All or Nothing — второй студийный альбом английской гараж-рок группы The Subways, выпущенный 30 июня 2008 года.

## История
All or Nothing записан в Лос-Анджелесе, спродюсирован Бутчем Вигом. Песни «Kalifornia» и «Shake! Shake!», были сыграны ранее в 2005 году. А такие песни как: «Girls & Boys», «Alright», «Obsession», «Turnaround» и «I Won’t Let You Down», группа играла на концертах и фестивалях в 2007, 2008 годах.
Выход альбома был задержан из-за того, что фронтмен группы, Билли Ланн, чуть не потерял голос. Это привело к его названию: «All or Nothing»  (рус. Всё или Ничего). Альбом был записан в Conway Studios в течение 2007 года. Его спродюсировал Бутч Виг, который работал с Nirvana (Nevermind), Jimmy Eat World (Chase This Light) и The Smashing Pumpkins (Gish и Siamese Dream).
Альбом просочился в интернет 23 июня 2008 года. 6 июля альбом вошёл в британский национальный чарт под номером 17, после был выпущен 30 июня 2008 года.
Песня «Kalifornia» стала саундтреком Midnight Club: Los Angeles, а «I Won’t Let You Down» к видеоигре Colin McRae: DiRT 2. The Subways исполнили песню «Shake! Shake!» в одном из эпизодов в сериала FM.

## Список композиций
Слова и музыка всех песен — Билли Ланн.
| №   | Название                                                                 | Длительность |
| --- | ------------------------------------------------------------------------ | ------------ |
| 1.  | «Girls & Boys»                                                           | 3:33         |
| 2.  | «Kalifornia»                                                             | 2:54         |
| 3.  | «Alright»                                                                | 2:51         |
| 4.  | «Shake! Shake!»                                                          | 2:45         |
| 5.  | «Move to Newlyn»                                                         | 2:44         |
| 6.  | «All or Nothing»                                                         | 3:12         |
| 7.  | «I Won't Let You Down»                                                   | 3:42         |
| 8.  | «Turnaround»                                                             | 2:48         |
| 9.  | «Obsession»                                                              | 3:08         |
| 10. | «Strawberry Blonde»                                                      | 4:38         |
| 11. | «Always Tomorrow»                                                        | 2:58         |
| 12. | «Lostboy»                                                                | 3:10         |
| 13. | «Streetfighter» (Японский бонус трек)                                    | 3:33         |
| 14. | «Burst» (Японский бонус трек)                                            | 3:49         |
| 15. | «Love and Death» (Австралийский бонус трек)                              | 2:52         |
| 16. | «This Is the Club for People Who Hate People» (Австралийский бонус трек) | 2:32         |
| 17. | «Clock» (Австралийский бонус трек)                                       | 2:55         |
| 18. | «The Only Ones» (Австралийский бонус трек)                               | 2:45         |

| №  | Название                                                   | Длительность |
| -- | ---------------------------------------------------------- | ------------ |
| 1. | «Love and Death» (бонус трек)                              |              |
| 2. | «This Is the Club for People Who Hate People» (бонус трек) |              |
| 3. | «All or Nothing» (DVD)                                     |              |
| 4. | «Kalifornia» (Live/DVD)                                    |              |
| 5. | «Shake! Shake!» (Live/DVD)                                 |              |
| 6. | «Turnaround» (Live/DVD)                                    |              |
| 7. | «Alright» (Live/DVD)                                       |              |

## Участники записи
- The Subways — музыка на все песни кроме «Lostboy»
- Билли Ланн — гитара, вокал, текст на все песни
- Шарлотта Купер — бас-гитара, вокал
- Джош Морган — ударная установка, вокал на «All or Nothing»
- Бутч Виг — продюсер
- Рич Кости — микширование
- Крис Теста — звукорежиссёр